# Колганатов, Нургали
Нургали́ Колгана́тов (1884, родился Каратюинский район, село Калдыгайты, Западно Казахстанский Область Казахская ССР) — старший чабан колхоза имени Калинина Джамбейтинского района Западно-Казахстанской области, Казахская ССР. Герой Социалистического Труда (1948).

## Биография
Родился в 1884 году в семье животновода-кочевника около аула Калдыгайты Семипалатинской области (сегодня — Каратюбинский район). До коллективизации трудился в сельском хозяйстве. С 1934 года — старший чабан в колхозе имени Калинина (позднее — колхоз имени Абая) Джамбейтинского района.
В 1947 году вырастил вместе со своими родственниками, входившими в его бригаду, 590 ягнят от 480 курдючных овцематок. Средний вес ягнёнка к отбивке составил 41 килограммов. Указом Президиума Верховного Совета СССР от 23 июля 1948 года удостоен звания Героя Социалистического Труда за «получение высокой продуктивности животноводства в 1947 году» с вручением ордена Ленина и золотой медали «Серп и Молот» (№ 2546).
В 1958 году вышел на пенсию. Дата смерти не установлена.